# Allemands des Carpates
Allemands des Carpates (allemand : Karpatendeutsche, familièrement et par extension : Zipser, du toponyme Zips ; en slovaque : karpatskí Nemci), quelquefois appelés simplement Allemands de Slovaquie (allemand : Slowakeideutsche), est le nom d'un groupe de germanophones principalement présent sur le territoire de la Slovaquie. Le terme est utilisé par l'historien Raimund Friedrich Kaindl, en y incluant aussi les Allemands de la Ruthénie subcarpatique et du Maramureş.

## Moyen Âge
Des Allemands colonisèrent l'arc des Carpates depuis la Slovaquie à l'ouest jusqu'au voïvodat de Marmatie à l'est, à partir du XIe siècle et jusqu'au XVe siècle, pour la plupart après l'invasion des Mongols et des Tatars de 1241, bien qu'il y ait eu probablement des colonies isolées dans la zone de Bratislava plus tôt. Les Allemands étaient attirés par les rois de Hongrie qui cherchaient des spécialistes dans différents métiers, tels que les bûcherons, les charpentiers et les mineurs. C'étaient des spécialistes des techniques minières : ils ont notamment mis au point le wagonnet sur rails (le tout, en bois à l'origine).
Ils travaillaient habituellement dans les marchés et les mines. En Slovaquie, les zones principales de répartition se situaient à proximité de Bratislava (allemand: Pressburg) et dans quelques îlots linguistiques dans le Zips et du Château de Spiš, ainsi que dans le Hauerland. On les trouve à Spana Dolina et Banská Štiavnica, où ils contribuent à l'histoire des mines hongroises et slovaques. Les colons de la région de Spiš étaient connus comme les Zipser Sachsen, ou Saxons de Spiš. Jusqu'au XVe siècle, les classes dominantes de la plupart des villes slovaques étaient constituées presque exclusivement d'Allemands.
Les Allemands de Presbourg/Bratislava et ceux du Hauerland étaient principalement catholiques, alors que ceux du Spiš étaient protestants, tout comme ceux de Marmatie, parmi lesquels il y avait également des Juifs, notamment en Ruthénie subcarpatique,.

## Empire des Habsbourg

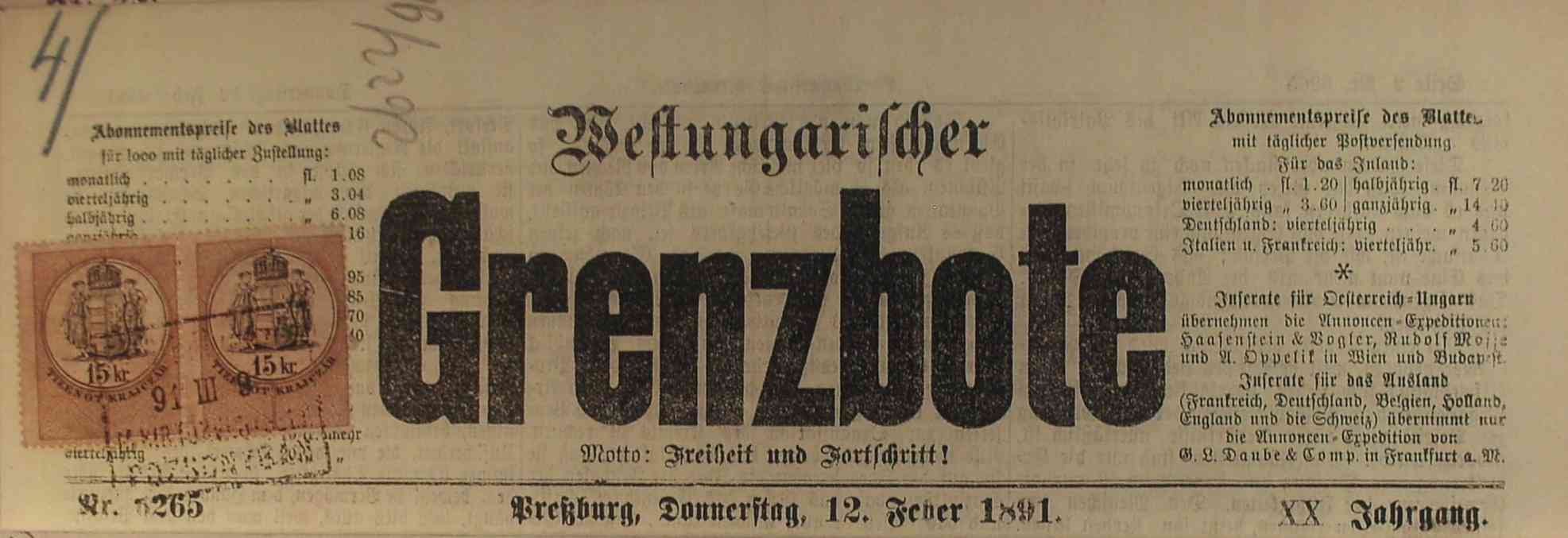
Bandeau du Westhungarischer Grenzbote, 1891

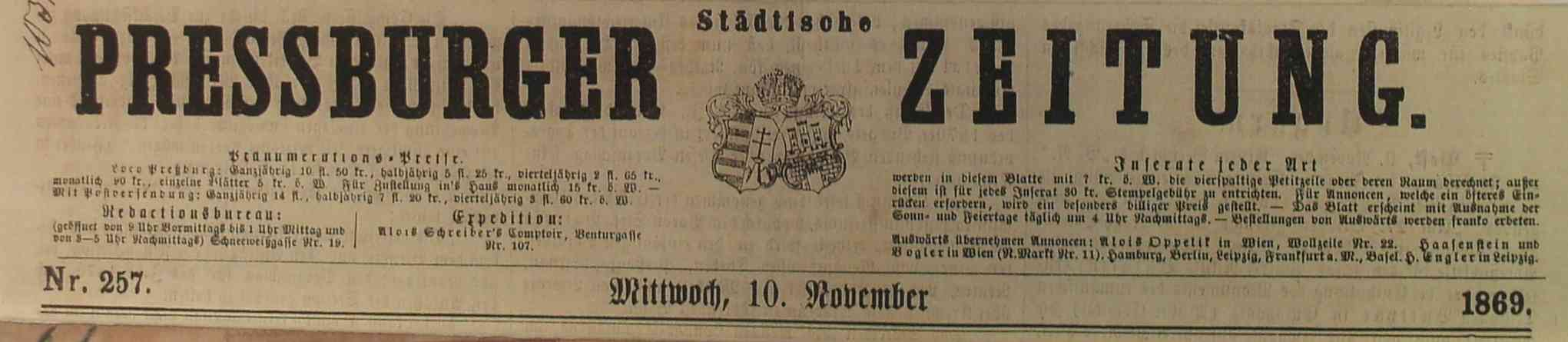
Bandeau de la Pressburger Zeitung, 1869

Les Allemands des Carpates ont été, comme les Slovaques, la cible des campagnes de magyarisation du XVIIIe et du XIXe siècles (la Slovaquie faisait partie du royaume de Hongrie depuis le XIIe siècle). Ils disposaient encore toutefois d'une presse en allemand au tournant du XIXe et du XXe siècles et d'écoles ou lycées allemands.

## Première République tchécoslovaque (1920-1938)
Pendant la première république tchécoslovaque (1918-1938), plusieurs partis ethniques spécifiques concoururent aux élections pour la représentation des Allemands des Carpates, au niveau municipal et national, parmi lesquels les plus importants étaient le Zipser Deutsche Partei (ZDP, centriste, 1920-1939), et le Karpathendeutschen Partei (KdP, nazi, 1929-1938), mais aussi des partis principalement implantés chez les Allemands des Sudètes comme le Bund der Landwirte (BdL, agrarien), le Deutsche Nationalpartei (DNP, dans la région de Bratislava), le Deutsch-demokratische Freiheitspartei (DDFP). Lors des premières élections municipales, des listes d'union sont formées entre partis allemands (DNP, BdL, DDFP), dénommées Vereinigten deutschen Parteien, toutefois une part importante de l'électorat allemand se porte tant sur le parti communiste tchécoslovaque que sur les listes ou partis magyaro-allemands.
Aux élections législatives de 1925, des listes communes entre partis allemands et hongrois permettent au ZdP d'obtenir un siège de député pour Andor Nitsch,.
Le Karpathendeutschen Partei, section locale du parti national-socialiste allemand, présenta une liste commune avec le Sudetendeutschen Partei (SdP) aux élections législatives de 1935, ce qui lui assura deux mandats au Parlement tchécoslovaque : Franz Karmasin (un Allemand de Moravie installé à Bratislava) à la Chambre et Siegmund Keil au Sénat, soit autant que le ZdP qui fit réélire Andor Nitsch à la Chambre et Eduard Varga au Sénat,.

## Première République slovaque (1938-1945)
En 1938-1939, lors de la mise sur pied de l'État slovaque satellite du Reich, le ZdP et le KdP furent remplacés autoritairement par le Deutsche Partei, un parti nazi unique dirigé par un « führer » local. Le 26 octobre 1938, un secrétariat d'État pour les intérêts du groupe national allemand en Slovaquie fut mis sur pied au sein du gouvernement slovaque. Les deux postes, führer du DP et secrétaire d'État, furent assumés par la même personne, Frans Karmasin. Le DP obtint deux, puis trois députés au Parlement slovaque.

## Deuxième République tchécoslovaque (1945-1948)
À l'issue de la Seconde Guerre mondiale, les minorités allemandes de Tchécoslovaquie eurent à souffrir d'avoir été embrigadées au service des intérêts de l'Allemagne nazie: ceux qui n'avaient pas fui ou été évacués par les autorités allemandes avant l'arrivée des armées soviétiques et roumaines, perdirent leur citoyenneté.
À l'initiative d'Adalbert Wanhoff et à la suite des préparatifs du diocèse de l'Église évangélique allemande entre la mi-novembre 1944 et le 21 janvier 1945, la plupart des Allemands de Spiš furent évacués vers l'Allemagne ou vers le Sudetenland (Région des Sudètes). Les Allemands de Bratislava furent évacués en janvier et février 1945 après un long retard, et ceux du Hauerland fuirent fin mars 1945. Les armées soviétiques et roumaines arrivèrent à Bratislava le 4 avril 1945.
À la fin de la guerre, un tiers des Allemands évacués ou fugitifs retournèrent chez eux en Slovaquie, mais, en 1946 et 1947, quelque 33 000 personnes furent expulsées de Slovaquie en application des dispositions de l'accord de Potsdam, tandis qu'environ 20 000 personnes purent rester en Slovaquie en raison de circonstances spéciales (mariages mixtes, résistance à l'embrigadement par les nazis…). Sur approximativement 128 000 Allemands de Slovaquie en 1938, il ne resta en 1947 que 20 000 (16 %). Après l'établissement du régime communiste, au fil des années 14 000 d'entre eux émigrèrent vers l'Allemagne de l'Ouest, de sorte qu'en 1989 il y avait moins de 6 000 Allemands en Slovaquie.

## Deuxième République slovaque (depuis 1993)
En 2004, les Allemands de Slovaquie jouissaient de tous leurs droits depuis la Révolution de velours. Une Association des Allemands des Carpates s'est formée pour maintenir les traditions, ainsi que, depuis 2005, un mini-musée (3 pièces) à Bratislava. Le membre le plus en vue de ce groupe, Rudolf Schuster, fut président de la Slovaquie de 1999 à 2004.

## Langue
L'isolement de l'allemand des Carpates par rapport aux pays germanophones disposant d'une langue standardisée (Allemagne, Autriche et Suisse) a fait que de nombreux dialectes allemands obscurs continuent d'exister en Slovaquie, bien que beaucoup soient en voie d'extinction.
L'un de ces dialectes est l'allemand du Spiš ; apparu au XIIIe siècle, il est très influencé par les dialectes de Haute-Autriche. Le dialecte du Spiš se caractérise par une évolution du /v/ en /b/ et du /b/ en /p/ par rapport au moyen haut allemand, ainsi que par une évolution du /l/ en /u/ dans toutes les positions.
Quelques locuteurs demeurent présents à Chmeľnica.